# Anilios affinis
Anilios affinis är en ormart som beskrevs av Boulenger 1889. Anilios affinis ingår i släktet Anilios och familjen maskormar. Inga underarter finns listade i Catalogue of Life.
Arten förekommer i östra Australien i New South Wales och Queensland. Honor lägger ägg.